# Elle préfère l'amour en mer
Singles de Philippe Lavil
Jamaïcaine
(1984) Elle tricote des pulls pour personne
(1986)
Elle préfère l'amour en mer est une chanson du chanteur français Philippe Lavil, parue sur son mini-album Philippe Lavil en 1985. Elle est composée par Michel Héron sur des paroles de Didier Barbelivien. Elle préfère l'amour en mer est incluse en janvier 1985 sur la bande originale du film À nous les garçons de Michel Lang et sort en simple en mars de la même année.
La chanson rencontre le succès en France notamment, atteignant la huitième place du Top 50. Elle est ensuite incluse comme titre bonus de l'édition CD du troisième album studio du chanteur, Nonchalances, paru en 1986.

## Accueil commercial
Elle préfère l'amour en mer entre à la 31e place du Top 50 le 6 avril 1985 et atteint la 8e place lors de sa cinquième semaine. Le single est resté huit semaines parmi les dix premières places et 22 semaines au total dans le Top 50. Il est certifié disque d'argent par le Syndicat national de l'édition phonographique. Dans le classement European Hot 100 Singles, il débute à la 77e place le 15 avril 1985 et atteint la 24e position au cours de sa dixième semaine dans le classement.

## Liste des pistes
| A. | Elle préfère l'amour en mer                         | 3:00 |
| B. | Elle préfère l'amour en mer (version instrumentale) | 3:15 |

## Crédits
- Philippe Lavil – chant
- Michel Héron – musique
- Didier Barbelivien – paroles
- Claude Samard – arrangements, réalisation artistique
- Bob Socquet – réalisation artistique
- Roland Guillotel – ingénieur du son, mixage
- Michel Landi – photographie

Crédits adaptés des notes du 45 tours.

## Classements et certifications
| Classement (1985)         | Meilleure position |
| ------------------------- | ------------------ |
| Europe (European Top 100) | 26                 |
| France (SNEP)             | 8                  |

| Classement (1985) | Position |
| ----------------- | -------- |
| France (SNEP)     | 38       |

### Certification
| Pays                           | Certification | Ventes certifiées |
| ------------------------------ | ------------- | ----------------- |
| France (SNEP)                  | Argent        | 200 000*          |
| *Ventes selon la certification |               |                   |